# Marquette megye (Wisconsin)
Marquette megye az Amerikai Egyesült Államokban, azon belül Wisconsin államban található. Megyeszékhelye és legnagyobb városa Montello. Lakosainak száma 15 592 fő (2020. április 1.). Marquette megye Waushara, Adams, Columbia és Green Lake megyékkel határos.

## Népesség
A megye népességének változása:
| Lakosok száma | 15 390 | 15 350 | 15 217 | 15 176 | 15 075 | 15 592 |
|               | 2010   | 2011   | 2012   | 2013   | 2015   | 2020   |